# دلتا (فیلم)
«دلتا» (انگلیسی: The Delta (film)) یک فیلم است که در سال ۱۹۹۶ منتشر شد.